# Kyle McLaren
Kyle Edgar McLaren, född 18 juni 1977, är en kanadensisk före detta professionell ishockeyspelare som tillbringade 12 säsonger i den nordamerikanska ishockeyligan National Hockey League (NHL), där han spelade för ishockeyorganisationerna Boston Bruins och San Jose Sharks. Han producerade 207 poäng (46 mål och 161 assists) samt drog på sig 671 utvisningsminuter på 719 grundspelsmatcher.
Han draftades i första rundan i 1995 års draft av Boston Bruins som nionde spelare totalt.
Sedan i slutet av 2012 arbetar han inom ungdomsprogrammen i Sharks-organisation och är assisterande tränare för deras lag för pojkar upp till 15 år.